# Axonopus comatus
Axonopus comatus är en gräsart som först beskrevs av Carl Christian Mez, och fick sitt nu gällande namn av Jason Richard Swallen. Axonopus comatus ingår i släktet Axonopus och familjen gräs. Inga underarter finns listade i Catalogue of Life.